# Août 1859

## Événements
- 15 août : de retour d'Italie, les troupes françaises défilent sous les applaudissements populaires. Le 16 août, pour célébrer sa victoire en Italie, Napoléon III signe une amnistie générale des prisonniers politiques, dont Blanqui, enfermé depuis 1851. Victor Hugo refuse d'en profiter.
- 21 août[1] : le ministre de l’intérieur autrichien Bach est remercié. L’empereur évolue vers l’idée d’une monarchie constitutionnelle.
- 24 août : début du règne de Sidi-Mohammed, sultan du Maroc (fin en 1873).
  - À l’avènement de Sidi-Mohammed, un corps expéditionnaire français franchit la frontière marocaine et, en vertu du droit de suite accordé à la France, poursuit les Béni-Snassen au-delà de la plaine des Angad.
- 25 août, France : ouverture de la section Mont-de-Marsan-Riscle de la ligne de chemin de fer de Mont-de-Marsan à Tarbes (compagnie du Midi).
- 26 août : offensive russe au Daghestan. Capitulation de l’imam Chamil, chef spirituel et militaire tchétchène, qui est exilé dans la région de Moscou. La Russie entreprend la colonisation du territoire tchétchène.
- 27 août : découverte de pétrole à Titusville en Pennsylvanie aux États-Unis par un cheminot, Edwin Drake, qui marque traditionnellement le début de l'âge du pétrole. Le pétrole sera d’abord utilisé comme combustible pour les locomotives et les navires.

## Naissances
- 4 août : Knut Hamsun, écrivain norvégien († 19 février 1952).
- 15 août : Ferdinand Bac, écrivain, dessinateur, caricaturiste, décorateur, peintre, ferronnier, paysagiste et lithographe français († 18 novembre 1952).